# Reinhard Oelbermann

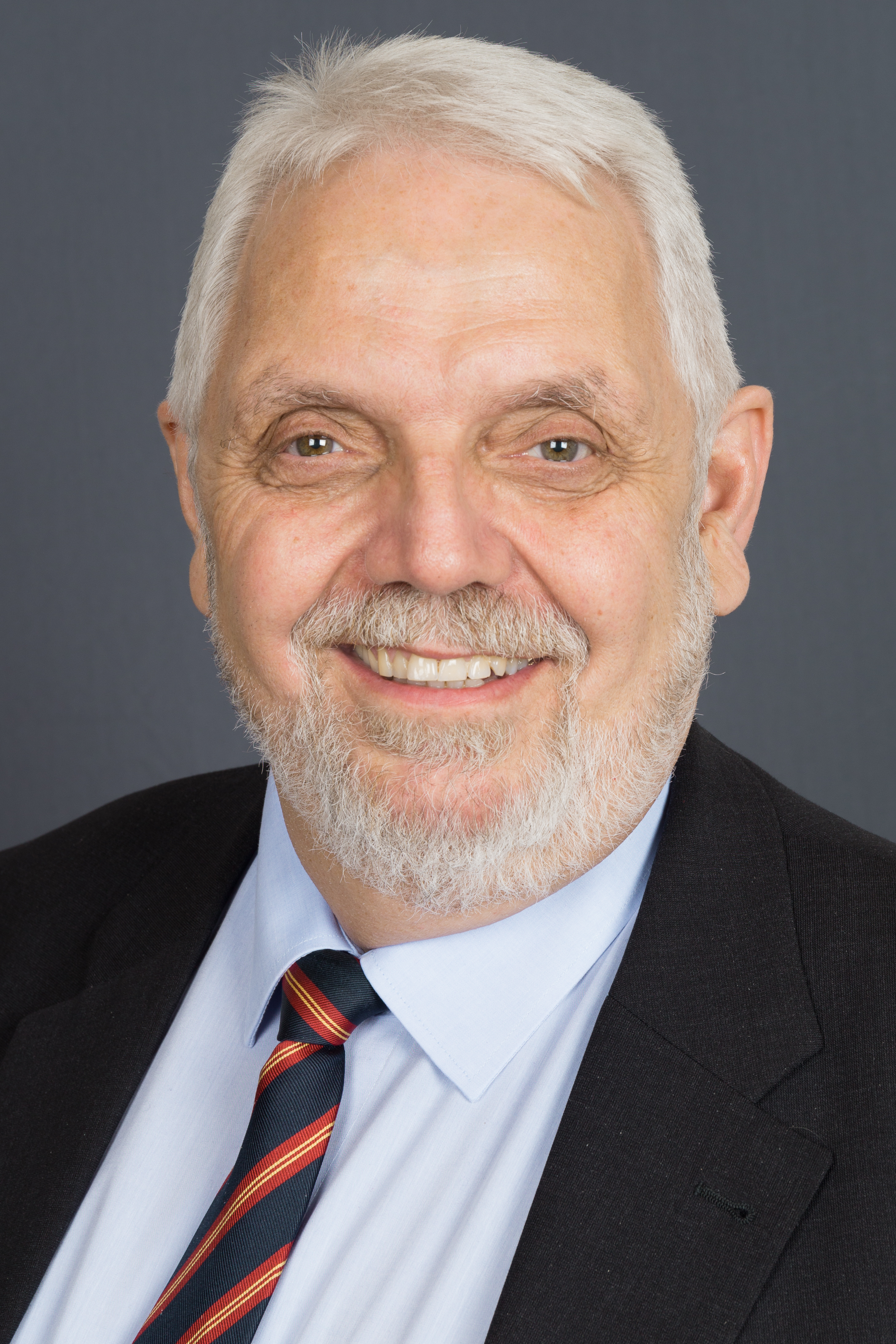
Reinhard Oelbermann (2016)

Reinhard Oelbermann (* 7. Juni 1955 in Speyer; † 25. April 2019 ebenda) war ein Buchhändler, Politiker (CDU) und Mitglied des rheinland-pfälzischen Landtags.

## Leben
Oelbermann besuchte von 1965 bis 1974 das Hans-Purrmann-Gymnasium in Speyer. Nach seinem Abitur und Wehrdienst studierte er von 1975 bis 1978 an der Dualen Hochschule Mannheim. Das Studium schloss er mit dem Abschluss Diplom-Betriebswirt ab. Ab 1989 war er als geschäftsführender Alleingesellschafter der Buchhandlung Oelbermann GmbH mit Filialen in Speyer, Schifferstadt und Limburgerhof tätig.
Er war Aufsichtsratsvorsitzender der Volksbank Kur- und Rheinpfalz. Oelbermann erlag am 25. April 2019 im Alter von 63 Jahren den Folgen einer Krebserkrankung.

## Politik
Er war Vorstandsmitglied der CDU Dudenhofen und Mitglied des Gemeinderates Dudenhofen sowie des Verbandsgemeinderat in Römerberg-Dudenhofen. In beiden Gremien war er als stellvertretender Fraktionsvorsitzender der CDU tätig.

### Abgeordneter
Für die Landtagswahl am 13. März 2016 kandidierte er im Wahlkreis 38 Speyer und wurde direkt in den Landtag gewählt. Von Mai 2016 bis zu seinem Tod war Oelbermann Mitglied des Landtages Rheinland-Pfalz.
Er war ordentliches Mitglied im Ausschuss für Wissenschaft, Weiterbildung und Kultur und im Petitionsausschuss.